# Agnete Haaland
Agnete Gullestad Haaland, född den 10 mars 1960 i Bergen, är en norsk skådespelerska, dotter till Anne Gullestad.
Haaland var anställd vid Den Nationale Scene 1981-1982 och vid Sogn og Fjordane Teater 1982-1988. Senare var hon frilans, bland annat med engagemang vid Hordaland Teater. Hon har i flera år haft huvudroller i de lokala skådespelen Kinnaspelet och Mostraspelet, och har lagt mycket arbete på barnteater, både som instruktör och skådespelare.
Från 1990 har Haaland sin egen fria teater, Thalias døtre. Här har hon spelat egna soloföreställningar, bland annat Florence Nightingale – Kvinne i krig (1990), som hon dessutom har spelat på flera ställen i världen. 1991 presenterade hon Erling Borgens 11 døgn, 1995 spelade hon Mozart i Aleksandr Pusjkins Mozart och Salieri och 1996 Kirsten Flagstad i Die Flagstad.
Haaland är också känd från filmerna Kamilla og tyven (1988 och 1989). Hon spelade också Turid i TV-serien Vestavind 1994-1995.
Från 2000 leder hon Norsk Skuespillerforbund, och 2008 valdes hon till president i FIA, Fédération Internationale des Acteurs. Den 1 januari 2012 tog hon över ledningen för Den Nationale Scene.